# Villaverde Alto metróállomás
Villaverde Alto metróállomás Spanyolország fővárosában, Madridban.

## Metróvonalak
Az állomást az alábbi metróvonalak érintik:
- 3-as metróvonal

## Kapcsolódó állomások
A metróállomáshoz az alábbi állomások vannak a legközelebb:
- San Cristóbal (Moncloa, 3-as metróvonal)